# Эстрид Ободритская
Эстрид Ободритская (ок. 979 — 1044) — дочь вождя ободритов, королева Швеции — жена Олафа Шётконунга, короля Швеции (1000—1022); мать шведского короля Анунда Якоба и русской княгини Святой Ингигерды.

## Биография
«Хроника архиепископов Гамбургской церкви», принадлежащая перу Адама Бременского гласит «Олав, христианийший король шведов взял в жены славянку из ободритов по имени Эстрид. От неё родились сын Иаков и дочь Ингигерд, вышедшая замуж за святого короля Руси Ярослава». Считается, что её отец, вождь племени полабских ободритов, отдал её замуж за Олафа, чтобы скрепить мир. Вероятно, за ней было богатое приданое, потому что в современной ей Швеции наблюдается всплеск славянского влияния, прежде всего среди ремесленников.
Наложница Олафа Шётконунга Эдла была родом из того же региона, что и Эстрид. Король относился к Эстрид и Эдле одинаково, а его сын и две дочери от Эдлы, как и дети от Эстрид, признавались им, хотя официально он был женат только на Эстрид, и королевой была она. Снорри Стурлусон писал, что Эстрид плохо относилась к детям Эдлы (Эмунду, Астрид и Хольмфриде), и поэтому Эмунд был отослан в Вендландию к родственникам Эдлы, которые его и воспитали. Кроме этого свидетельства и упоминания у того же Снорри о том, что Эстрид любила помпезность и роскошь и была требовательна к слугам, о её личности и характере ничего неизвестно.
Эстрид приняла крещение в 1008 году вместе с мужем, детьми и многими представителями шведской знати. Приняв христианство, Олаф продолжал придерживаться свободы вероисповедания как политики для страны — Швеция стала христианским государством только после религиозной войны между Инге I Старшим и Блот-Свеном в 1084—1088 годах.

## Дети
- Ингигерда (ок. 1001—1054) — на Руси Ирина (в монашестве — Анна), жена Ярослава Мудрого
- Анунд Якоб (ок. 1010—1050) — король Швеции, наследовавший Олафу примерно в 1022 году